# 劉光第

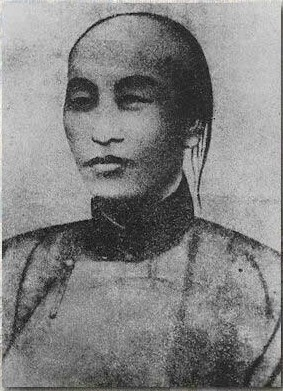
劉光第

劉 光第（りゅう こうだい、Liu Guangdi、1859年 - 1898年）は、清末の変法派の官僚。字は徳星、号は裴村。
四川省富順県出身。光緒年間に進士となる。1883年、刑部主事。1898年、保国会に加入、戊戌の変法に参加した。しかし戊戌の政変で西太后が政権を奪回すると、譚嗣同・楊深秀・林旭・楊鋭・康広仁とともに斬られた。彼らは戊戌六君子と呼ばれる。